# Ярське (Старобільський район)
Ярське́ — село в Україні, у Міловській селищній громаді Старобільського району Луганської області. Населення становить 71 осіб.

## Населення
За даними перепису 2001 року населення села становило 71 осіб, з них 94,37% зазначили рідною мову українську, а 5,63% — вірменську.